# قائمة يو-بوت لم تطلق

خلال الحرب العالمية الثانية، قامت البحرية الألمانية ببناء أكثر من ألف غواصة يو للخدمة في البحرية الألمانية النازية وقد شاركت هذه الغواصات في معركة الأطلسي وعمليات أخرى. على الرغم من أن الغالبية العظمى منها قد خدمت في البحرية -فُقدت 784 غواصة في البحر - إلا أنه لا يزال هناك عدة مئات من الغواصات التي لم يتم إكمالها لانه وقد فات الأوان لرؤية أي منها في الخدمة. تم كلفت هذه الغواصات في وقت ما بمفردها للتدريب، أو تعرضت لأضرار بالغة جراء القصف حتى وجد انها لا تستحق أن يتم إكمالها. ومع ذلك، فقد تم الانتهاء من معظمها في الأشهر الستة الأخيرة من الحرب ولم يكن لديها الوقت الكافي أو ما يكفي من الوقود لاستكمال برامجها التدريبية. بقيت هذه الغواصات في الموانئ الألمانية حتى أبريل / مايو 1945، عندما تم نقل معظمها إلى البحر من قبل طواقمها لإغرافها لمنع الحلفاء من الإستيلاء عليها. الغواصات التي تم الاستيلاء عليها أخذها الحلفاء إلى بحيرة لوخ ريان في اسكتلندا وليزالي في أيرلندا الشمالية. أستخدم بعضهن في أساطيل قوات الحلفاء للخدمة أو إجراء التجارب، ولكن تم سحب معظم الغواصات التي تم الاستيلاء عليها إلى البحر في خريف عام 1945 تم القام بعملية إغراق أطلق عليها أسم عملية الموتى. 

## يو-329
- الفئة: السابعة سي/41
- أعمال بناء
  - وضعت: 15 يوليو 1943
  - أطلقت:
  - كلفت:
  - حوض بناء السفن: فليندر فيرك في لوبيك
- قائد
- مصير: ألغيت في 20 يوليو 1944 وفككت.
- صفحة الويب يو-بوت.نت لـ يو-329

## يو-330
- الفئة: السابعة سي/41
- أعمال بناء
  - وضعت: 3 أغسطس 1943
  - أطلقت:
  - كلفت:
  - حوض بناء السفن: فليندر فيرك، لوبيك
- قائد
- مصير: ألغيت في 20 يوليو 1944 وفككت.
- صفحة الويب يو-بوت.نت لـ يو-330

## يو-395
- النوع: السابعة سي
- أعمال بناء
  - وضعت: 10 يونيو 1942
  - تم الإطلاق: 16 يوليو 1943
  - كلفت:
  - حوض بناء السفن: أتش دي دبليو، كييل
- قائد
- مصير: قصفت في 29 يوليو 1943 وتركت على حالها.
- صفحة الويب يو-بوت.نت لـ يو-395

## يو-474
- النوع: السابعة سي
- أعمال بناء
  - وضعت: 18 ديسمبر 1941
  - تم الإطلاق: 17 أبريل 1943
  - كلفت:
  - حوض بناء السفن: دويتشه ويرفت، كيل
- قائد
- مصير: غرقت بالقنابل خلال غارة جوية في 14 مايو 1943. تم ترميمها وإصلاح 95٪ منها في عام 1945، ولكن تم إغراقها في 3 مايو 1945.
- صفحة الويب يو-بوت.نت لـ يو-474

## يو-491
- النوع: الرابعة عشر
- أعمال بناء
  - وضعت: 13 يوليو 1943
  - أطلقت:
  - كلفت:
  - حوض بناء السفن: دويتشه ويرفت، كيل
- قائد
- مصير: اكتمل بنسبة 75٪ عندما توقف البناء في عام 1944. توقف البناء في 23 سبتمبر 1944 وفككت.
- صفحة الويب يو-بوت.نت لـ يو-491

## يو-492
- النوع: الرابعة عشر
- أعمال بناء
  - وضعت: 21 أغسطس 1943
  - أطلقت:
  - كلفت:
  - حوض بناء السفن: دويتشه ويرفت، كيل
- قائد
- مصير: اكتملت بنسبة 75٪ عندما توقف البناء في عام 1944. توقف البناء في 23 سبتمبر 1944 وفككت.
- صفحة الويب يو-بوت.نت لـ يو-492

## يو-493
- النوع: الرابعة عشر
- أعمال بناء
  - وضعت: 25 سبتمبر 1943
  - أطلقت:
  - كلفت:
  - حوض بناء السفن: دويتشه ويرفت، كيل
- قائد
- مصير: اكتمل بنسبة 75٪ عندما توقف البناء في عام 1944. توقف البناء في 23 سبتمبر 1944 وتفتت.
- صفحة الويب يو-بوت.نت لـ يو-493

## يو-494
- النوع: الرابعة عشر
- أعمال بناء
  - وضعت: 1 نوفمبر 1943
  - أطلقت:
  - كلفت:
  - حوض بناء السفن: فريدريش كروب، كيل
- قائد
- مصير: ألغي البناء في 23 سبتمبر 1944 وفككت.
- صفحة الويب يو-بوت.نت لـ يو-494

## يو-495
- النوع: الرابعة عشر
- أعمال بناء
  - وضعت: 12 نوفمبر 1943
  - أطلقت:
  - كلفت:
  - حوض بناء السفن: فريدريش كروب، كيل
- قائد
- مصير: ألغي البناء في 23 سبتمبر 1944 وفككت.
- صفحة الويب يو-بوت.نت لـ يو-495

## يو-496
- النوع: الرابعة عشر
- أعمال بناء
  - وضعت: 8 فبراير 1944
  - أطلقت:
  - كلفت:
  - حوض بناء السفن: فريدريش كروب، كيل
- قائد
- مصير: ألغي البناء في 23 سبتمبر 1944 وفككت.
- صفحة الويب يو-بوت.نت لـ يو-496

## يو-497
- النوع: الرابعة عشر
- أعمال بناء
  - وضعت: 1944
  - أطلقت:
  - كلف:
  - حوض بناء السفن: فريدريش كروب، كيل
- قائد
- مصير: ألغي البناء في 23 سبتمبر 1944 وفككت.
- صفحة الويب يو-بوت.نت لـ يو-497

## يو-684
- النوع: السابعة سي
- أعمال بناء
  - وضعت: 4 مارس 1943
  - تم الإطلاق: أبريل 1944
  - كلفت:
  - حوض بناء السفن: أتش دي دبليو، كييل
- قائد
- مصير: لم ينتهى من بنائها وأغرقت أمام مخبأ إلبه الثاني للغواصات في هامبورغ في 3 مايو 1945.
- صفحة الويب يو-بوت.نت لـ يو-684

## يو-685
- النوع: السابعة سي
- أعمال بناء
  - وضعت: 8 مارس 1943
  - تم الإطلاق: أبريل 1944
  - كلفت:
  - حوض بناء السفن: أتش دي دبليو، كييل
- قائد
- مصير: لم ينتهى من بنائها وأغرقت أمام مخبأ إلبه الثاني للغواصات في هامبورغ في 3 مايو 1945.
- صفحة الويب يو-بوت.نت لـ يو-685

## يو-686
- النوع:السابعة سي
- أعمال بناء
  - وضعت: 13 مايو 1943
  - أطلقت:
  - كلفت:
  - حوض بناء السفن: أتش دي دبليو، كييل
- قائد
- مصير: لم تنته بعد.
- صفحة الويب يو-بوت.نت لـ يو-686

## يو-687
- النوع: السابعة سي/41
- أعمال بناء
  - وضعت: 13 مايو 1943
  - أطلقت:
  - كلفت:
  - حوض بناء السفن: أتش دي دبليو، كييل
- قائد
- مصير:
- صفحة الويب يو-بوت.نت لـ يو-687

## يو-688
- النوع: السابعة سي/41
- أعمال بناء
  - وضعت: 12 يوليو 1943
  - أطلقت:
  - كلفت:
  - حوض بناء السفن: أتش دي دبليو، كييل
- قائد
- مصير: لم تنته بعد.
- صفحة الويب يو-بوت.نت لـ يو-688

## يو-689
- النوع: السابعة سي/41
- أعمال بناء
  - وضعت: 13 يوليو 1943
  - أطلقت:
  - كلفت:
  - حوض بناء السفن: أتش دي دبليو، كييل
- قائد
- مصير: لم تنته بعد.
- صفحة الويب يو-بوت.نت لـ يو-689

## يو-723
- النوع: السابعة سي/41
- أعمال بناء
  - وضعت: 9 يونيو 1943
  - أطلقت:
  - كلفت:
  - حوض بناء السفن: سي. ستولكن سون، هامبروغ
- قائد
- مصير: تم تأجيل البناء في 30 سبتمبر 1943 ولم يتم بناؤها مطلقًا.
- صفحة الويب يو-بوت.نت لـ يو-723

## يو-724
- النوع: السابعة سي/41
- أعمال بناء
  - وضعت: 25 يوليو 1943
  - أطلقت:
  - كلفت:
  - حوض بناء السفن: سي. ستولكن سون، هامبروغ
- قائد
- مصير: تم تأجيل البناء في 30 سبتمبر 1943 ولم يتم بناؤها مطلقًا.
- صفحة الويب يو-بوت.نت لـ يو-724

## يو-780
- النوع: السابعة سي
- أعمال بناء
  - وضعت: 25 أغسطس 1943
  - أطلقت:
  - كلفت:
  - حوض بناء السفن: <a href="./%D9%83%D8%B1%D9%8A%D9%83%D8%B3%D9%85%D8%A7%D8%B1%D9%8A%D9%86%D9%81%D9%8A%D9%81%D8%AA" rel="mw:WikiLink">كريكسمارينفيفت</a>، فيلهلمسهافن
- قائد
- مصير: ألغيت في 20 يوليو 1944.
- صفحة الويب يو-بوت.نت لـ يو-780

## يو-781
- النوع: السابعة سي
- أعمال بناء
  - وضعت: 30 سبتمبر 1943
  - أطلقت:
  - كلفت:
  - حوض بناء السفن: <a href="./%D9%83%D8%B1%D9%8A%D9%83%D8%B3%D9%85%D8%A7%D8%B1%D9%8A%D9%86%D9%81%D9%8A%D9%81%D8%AA" rel="mw:WikiLink">كريكسمارينفيفت</a>، فيلهلمسهافن
- قائد
- مصير: ألغيت في 20 يوليو 1944.
- صفحة الويب يو-بوت.نت لـ يو-781

## يو-782
- النوع: السابعة سي
- أعمال بناء
  - وضعت: أواخر عام 1943
  - أطلقت:
  - كلفت:
  - حوض بناء السفن: <a href="./%D9%83%D8%B1%D9%8A%D9%83%D8%B3%D9%85%D8%A7%D8%B1%D9%8A%D9%86%D9%81%D9%8A%D9%81%D8%AA" rel="mw:WikiLink">كريكسمارينفيفت</a>، فيلهلمسهافن
- قائد
- مصير: ألغيت في 20 يوليو 1944.
- صفحة الويب يو-بوت.نت لـ يو-782

## يو-796
- النوع: الثامنة عشر
- أعمال بناء
  - وضعت: 27 ديسمبر 1943
  - أطلقت:
  - كلفت:
  - حوض بناء السفن: فريدريش كروب، كيل
- قائد
- مصير: ألغيت البناء في 27 مارس 1944.
- صفحة الويب يو-بوت.نت لـ يو-796

## يو-798
- النوع: السابعة عشر كيه
- أعمال بناء
  - وضعت: 23 أبريل 1944
  - أطلقت:
  - كلفت:
  - حوض بناء السفن: فريدريش كروب، كيل
- قائد
- مصير: كانت لا تزال غير مكتملة في مايو 1945.
- صفحة الويب يو-بوت.نت لـ يو-798

## يو-807
- النوع: غواصة الفئة التاسعة سي/40
- أعمال بناء
  - وضعت: 1943
  - أطلقت:
  - كلفت:
  - حوض بناء السفن: سيبيمفيرت، بريمن
- قائد
- مصير: ألغيت البناء في 22 يوليو 1944.
- صفحة الويب يو-بوت.نت لـ يو-807

## يو-808
- النوع: التاسعة/40
- أعمال بناء
  - وضعت: 1943
  - أطلقت:
  - كلفت:
  - حوض بناء السفن: سيبيمفيرت، بريمن
- قائد
- مصير: ألغي البناء في 22 يوليو 1944.
- صفحة الويب يو-بوت.نت لـ يو-808

## يو-823
- النوع: السابعة سي
- أعمال بناء
  - وضعت: 11 نوفمبر 1941
  - أطلقت:
  - كلفت:
  - حوض بناء السفن: أودرفيرك، شتتين
- قائد
- مصير: توقف البناء في 6 نوفمبر 1943. ألغيت في 20 يوليو 1944 وتركت غير مكتملة.
- صفحة الويب يو-بوت.نت لـ يو-823

## يو-824
- النوع: السابعة سي
- أعمال بناء
  - وضعت: 24 نوفمبر 1941
  - أطلقت:
  - كلفت:
  - حوض بناء السفن: أودرفيرك، شتتين
- قائد
- مصير: توقف البناء في 6 نوفمبر 1943. ألغيت في 20 يوليو 1944 وتركت غير مكتملة.
- صفحة الويب يو-بوت.نت لـ يو-824

## يو-882
- النوع: التاسعة سي/40
- أعمال بناء
  - وضعت: 21 أغسطس 1943
  - تم الإطلاق: 29 أبريل 1944
  - كلفت:
  - حوض بناء السفن: إيه جي فيزر، بريمن
- قائد
- مصير: قصفت في 30 مارس 1945.
- صفحة الويب يو-بوت.نت لـ يو-882

## يو-890
- النوع: التاسعة سي/40
- أعمال بناء
  - وضعت: 20 سبتمبر 1943
  - تم الإطلاق: 24 أبريل 1944
  - كلفت:
  - حوض بناء السفن: إيه جي فيزر، بريمن
- قائد
- مصير: غرقت في 29 يوليو 1944 أثناء تجميعها.
- صفحة الويب يو-بوت.نت لـ يو-890

## يو-891
- النوع: التاسعة سي/40
- أعمال بناء
  - وضعت: 11 أكتوبر 1943
  - تم الإطلاق: 4 مايو 1944
  - كلفت:
  - حوض بناء السفن: إيه جي فيزر، بريمن
- قائد
- مصير: غرقت خلال غارة جوية في 30 مارس 1945 أثناء تجميعها.
- صفحة الويب يو-بوت.نت لـ يو-891

## يو-3508
- النوع: الواحدة والعشرون
- أعمال بناء
  - وضعت: 25 يوليو 1944
  - تم الإطلاق: 22 سبتمبر 1944
  - كلفت: 2 نوفمبر 1944
  - حوض بناء السفن: شيتشاو-فيرك، غدانسك
- قائد
  - Detlef von Lehsten
- مصير: غرقت بينما كانت غير ماهولة بالطاقم في فيلهلمسهافن في غارة جوية تابعة للقوة الجوية الثامنة في 3 مارس 1945. تم رفعها من قبل المهندسين، لكنها غرقت مرة أخرى في 30 مارس 1945.
- صفحة الويب يو-بوت.نت لـ يو-3508

## يو-3509
- النوع: الواحدة والعشرون
- أعمال بناء
  - وضعت: 19 يوليو 1944
  - تم الإطلاق: 27 سبتمبر 1944
  - كلفت: 29 يناير 1945
  - حوض بناء السفن: شيتشاو-فيرك، غدانسك
- القادة
  - هانز هورنكول
  - كارل هاين فوسوينكل
  - هاينز فرانك
  - فيلهلم نيتزك
- مصير: أغرقت في فيزرموند بالقرب من بريمرهافن، 3 مايو 1945
- صفحة الويب يو-بوت.نت لـ يو-3509

## يو-3510
- النوع: الواحدة والعشرون
- أعمال بناء
  - وضعت: 6 أغسطس 1944
  - تم الإطلاق: 4 أكتوبر 1944
  - كلفت: 11 نوفمبر 1944
  - حوض بناء السفن: شيتشاو-فيرك، غدانسك
- قائد
  - إرنست فيرنر شويرلي
- مصير: أغرقت في خليج جيلتينغر، 4 مايو 1945
- صفحة الويب يو-بوت.نت لـ يو-3510

## يو-3511
- النوع: الواحدة والعشرون
- أعمال بناء
  - وضعت: 14 أغسطس 1944
  - تم الإطلاق: 11 أكتوبر 1944
  - كلفت: 18 نوفمبر 1944
  - حوض بناء السفن: شيتشاو-فيرك، غدانسك
- قائد
  - مارتن غراس
  - هانز هاينريش كيتلز
  - هيرمان شرينك
- مصير: فقدت في ترافيموند بالقرب فاينر في 3 مايو 1945
- صفحة الويب يو-بوت.نت لـ يو-3511

## يو-3512
- النوع: الواحدة والعشرون
- أعمال بناء
  - وضعت: 15 أغسطس 1944
  - تم الإطلاق: 11 أكتوبر 1944
  - كلفت: 27 نوفمبر 1944
  - حوض بناء السفن: شيتشاو-فيرك، غدانسك
- مصير
  - هانز هورنكول
- القدر: تم تدميرها بواسطة قاذفات سلاح الجو الملكي البريطاني أثناء وضعها فارغًا في مدينة كييل، في 9 أبريل 1945
- صفحة الويب يو-بوت.نت لـ يو-3512

## يو-3513
- النوع: الواحدة والعشرون
- أعمال بناء
  - وضعت: 20 أغسطس 1944
  - تم الإطلاق: 21 أكتوبر 1944
  - كلفت: 2 ديسمبر 1944
  - حوض بناء السفن: شيتشاو-فيرك، غدانسك
- قائد
  - أوتو هاينريش ناتشتيجال
- مصير: فقدت في ترافيموند بالقرب فاينر في 3 مايو 1945
- صفحة الويب يو-بوت.نت لـ يو-3513

## يو-3514
- النوع: الواحدة والعشرون
- أعمال بناء
  - وضعت: 21 أغسطس 1944
  - تم الإطلاق: 21 أكتوبر 1944
  - كلفت: 9 ديسمبر 1944
  - حوض بناء السفن: شيتشاو-فيرك، غدانسك
- قائد
  - غونتر فريتز
- مصير: تم الإستيلاء عليها في بيرغن في النرويج ونقلت إلى بحيرة لوخ ريان في انتظار قرار بشأن مصيرها. رفض الاتحاد السوفيتي عرضًا للحصول عليه، وكذلك فعلت بريطانيا وتم إغراقها في 11 فبراير 1946 من قبل الساحبة البحرية «بروسبروس» بنيران الأسلحة وسلاح «القرش» المضاد للغواصات. يو-3514 كانت آخر غواصة يتم التخلص منها في عملية الموتى.
- صفحة الويب يو-بوت.نت لـ يو-3514

## يو-3516
- النوع: الواحدة والعشرون
- أعمال بناء
  - وضعت: صيف 1944
  - تم الإطلاق: 4 نوفمبر 1944
  - كلفت: 18 ديسمبر 1944
  - حوض بناء السفن: شيتشاو-فيرك، غدانسك
- قائد
  - هانز وينجل
  - هاينريش جروت
- مصير: أغرقت في ترافيموند بالقرب من نيوستادت في 4 مايو 1945
- صفحة الويب يو-بوت.نت لـ يو-3516

## يو-3517
- النوع: الواحدة والعشرون
- أعمال بناء
  - وضعت: 12 سبتمبر 1944
  - تم الإطلاق: 6 ديسمبر 1944
  - كلفت: 22 ديسمبر 1944
  - حوض بناء السفن: شيتشاو-فيرك، غدانسك
- قائد
  - هيلموث مونستر
- مصير: أغرقت في ترافيموند بالقرب من نيوستادت في 4 مايو 1945
- صفحة الويب يو-بوت.نت لـ يو-3517

## يو-3518
- النوع: الواحدة والعشرون
- أعمال بناء
  - وضعت: 12 سبتمبر 1944
  - تم الإطلاق: 11 ديسمبر 1944
  - كلفت: 29 ديسمبر 1944
  - حوض بناء السفن: شيتشاو-فيرك، غدانسك
- قائد
  - هربرت برونينج
- مصير: أغرقت في ميناء كييل في 3 مايو 1945
- صفحة الويب يو-بوت.نت لـ يو-3518

## يو-3521
- النوع: الواحدة والعشرون
- أعمال بناء
  - وضعت: 3 أكتوبر 1944
  - تم الإطلاق: 3 ديسمبر 1944
  - كلفت: 14 يناير 1945
  - حوض بناء السفن: شيتشاو-فيرك، غدانسك
- قائد
  - غونتر كيلر
- مصير: أغرقت في ترافيموند بالقرب من نيوستادت في 2 مايو 1945
- صفحة الويب يو-بوت.نت لـ يو-3521

## يو-3522
- النوع: الحادي والعشرون
- أعمال بناء
  - وضعت: أكتوبر 1944
  - تم الإطلاق: 3 ديسمبر 1944
  - كلفت: 21 يناير 1945
  - حوض بناء السفن: شيتشاو-فيرك، غدانسك
- قائد
  - ديثر لينزمان
- مصير: أغرقت في ترافيموند بالقرب من نيوستادت في 2 مايو 1945
- صفحة الويب يو-بوت.نت لـ يو-3522

## يو-3524
- النوع: الواحدة والعشرون
- أعمال بناء
  - وضعت: أكتوبر 1944
  - تم الإطلاق: 14 ديسمبر 1944
  - كلفت: 26 يناير 1945
  - حوض بناء السفن: شيتشاو-فيرك، غدانسك
- قائد
  - هانز لودفيج ويت
- مصير: أغرقت في فلنسبرجر فوردي في 4 مايو 1945
- صفحة الويب يو-بوت.نت لـ يو-3524

## يو-3525
- النوع: الواحدة والعشرون
- أعمال بناء
  - وضعت: 17 أكتوبر 1944
  - تم الإطلاق: 23 ديسمبر 1944
  - كلفت: 31 يناير 1945
  - حوض بناء السفن: شيتشاو-فيرك، غدانسك
- القادة
  - هانز لودفيج جود
  - فرانز كرانيش
- مصير: تضررت بشدة جراء غارة جوية على كييل، وتم العثور على حطامها في 3 مايو 1945.
- صفحة الويب يو-بوت.نت لـ يو-3525

## يو-3526
- النوع: الواحدة والعشرون
- أعمال بناء
  - وضعت: 15 أكتوبر 1944
  - تم الإطلاق: 23 ديسمبر 1944
  - كلفت: 22 مارس 1945
  - حوض بناء السفن: شيتشاو-فيرك، غدانسك
- قائد
  - كورت هيلبيج
- مصير: أغرقت في مصب نهر فيزر في فيزرموند في 4 مايو 1945
- صفحة الويب يو-بوت.نت لـ يو-3526

## يو-3527
- النوع: الواحدة والعشرون
- أعمال بناء
  - وضعت: 25 أكتوبر 1944
  - تم الإطلاق: 10 يناير 1945
  - كلفت: 10 مارس 1945
  - حوض بناء السفن: شيتشاو-فيرك، غدانسك
- قائد
  - ويلي كروننبيتر
- مصير: أغرقت في مصب نهر فيزر في فيزرموند في 4 مايو 1945
- صفحة الويب يو-بوت.نت لـ يو-3527

## يو-3528
- النوع: الواحدة والعشرون
- أعمال بناء
  - وضعت: 26 أكتوبر 1944
  - تم الإطلاق: 10 يناير 1945
  - كلفت: 18 مارس 1945
  - حوض بناء السفن: شيتشاو-فيرك، غدانسك
- قائد
  - هاينز زوارج
- مصير: أغرقت في مصب نهر فيزر في فيزرموند في 4 مايو 1945
- صفحة الويب يو-بوت.نت لـ يو-3528

## يو-3529
- النوع: الواحدة والعشرون
- أعمال بناء
  - وضعت: 2 نوفمبر 1944
  - تم الإطلاق: 26 يناير 1945
  - كلفت: 22 مارس 1945
  - حوض بناء السفن: شيتشاو-فيرك، غدانسك
- قائد
  - كارل هاينز شميدت
- مصير: أغرقت في فلنسبرجر فورده في 5 مايو 1945
- صفحة الويب يو-بوت.نت لـ يو-3529

## يو-3530
- النوع: الواحدة والعشرون
- أعمال بناء
  - وضعت: 3 نوفمبر 1944
  - تم الإطلاق: 26 يناير 1945
  - كلفت: 23 مارس 1945
  - حوض بناء السفن: شيتشاو-فيرك، غدانسك
- القادة
  - فيلهلم براويل
  - والتر إرنست كوخ
- مصير: أغرقت في ميناء كييل في 3 مايو 1945
- صفحة الويب يو-بوت.نت لـ يو-3530
- بالنسبة لجميع الغواصات الألمانية من الفئة الثالثة والعشرون، راجع قائمة الغواصات الألمانية من الفئة الثالثة والعشرون